# Gustav Schmidt
Gustav Schmidt (Duisburgo, 9 de agosto de 1926-Duisburgo, 29 de diciembre de 2016) fue un deportista alemán que compitió para la RFA en piragüismo en la modalidad de aguas tranquilas. Ganó tres medallas en el Campeonato Mundial de Piragüismo, en los años 1954 y 1958.

## Palmarés internacional
| Campeonato Mundial | Campeonato Mundial     | Campeonato Mundial | Campeonato Mundial |
| Año                | Lugar                  | Medalla            | Evento             |
| ------------------ | ---------------------- | ------------------ | ------------------ |
| 1954               | Mâcon (Francia)        | Medalla de plata   | K2 1000 m          |
| 1958               | Praga (Checoslovaquia) | Medalla de oro     | K4 1000 m          |
| 1958               | Praga (Checoslovaquia) | Medalla de oro     | K4 10 000 m        |